# Lepturges angulatus
Lepturges angulatus là một loài bọ cánh cứng trong họ Cerambycidae.